# مسجد ومدرسة صرغتمش الناصري
مسجد ومدرسة الأمير صرغتمش الناصري، هو مسجد أثري مملوكي بناه الأمير صرغتمش الناصري في القطائع بجوار مسجد أحمد بن طولون مباشرة، ويقع في شارع الصليبة بحي السيدة زينب بالقاهرة.

## إنشاء المسجد
شيده الأمير سيف الدين صرغتمش الناصري من مماليك الناصر محمد بن قلاوون في ربيع الأخر سنة 757 هـ، وجعل فيهِ مدرسة خصصها لتدريس علم الحديث النبوي، وأصول الفقه الحنفي، وكانت معقلاً مزدهراً للعلماء والفقهاء من المذهب الحنفي وخاصة الفرس منهم في القرنين الثامن والتاسع، إذ يذكر المؤرخون تقرب صرغتمش من العلماء العجم وإجلاله لهم إجلالاً زائداً.

## الوصف المعماري
الواجهة الرئيسية للمبنى هي واجهته الشمالية الغربية التي تطل على الشارع. تعلو قبة الضريح الطرف الجنوبي من الواجهة، وقد بنيت هذه القبة على غرار القباب السمرقندية، فهي بصليّة مطوّلة ذات رقبة طويلة وبنيت من الطوب وتتكون من قبة خارجية وأخرى داخلية. وتشتمل هذه الواجهة على المدخل، وهو عبارة عن جدار غائر يتوّجه عقد وقد سقف بنصف قبة في أسفلها مقرنصات ذات دلايات. ويشبه هذا المدخل مدخل المدرسة الطشتمرية (بنيت عام 782 هـ / 1381 م) في مدينة القدس. وتقع على يسار المدخل مئذنة رشيقة بارتفاع 40 م بنيت من الحجر. وتتكون هذه المئذنة من ثلاثة طوابق تتوّجها قمة منقوشة. ويزخرف الطابق الثاني المثمن كسوة من الحجر الأحمر والأبيض تحتوي على زخارف هندسية تتكون من خطوط متعرجة تأخذ شكل سلسلة متصلة من الرقم "7". وقد امتازت مآذن هذه الفترة باستخدام هذا الأسلوب الزخرفي الذي نجده مثلاً في مئذنة كل من جامع وخانقاه الأمير شيخو الواقعين بالقرب من هذا المبنى.
يتكون مبنى المسجد من المدرسة وهي عبارة عن أربعة إيوانات يتوسطها صحن مكشوف، تتوسطه فسقية ذات قبة خشبية محمولة على ثماني أعمدة رخامية. وأكبر هذه الإيوانات إيوان القبلة حيث تتصدره القبلة التي تزينها أشرطة رخامية ملونة ولها طاقية منقوشة وبجوارها المنبر، ويلاحظ أن المحراب تغطيه قبة، وبذلك تكون أقدم قبة في القاهرة تقوم على محراب. وقد هدمت وأعيد بناؤها عام 1940 م طبقاً لشكلها الأصلي القديم.
يوجد على الحوائط الواقعة على جانبي المحراب بقايا إزار (وزرة) مكون من ألواح رخامية تحتوي على رنك الأمير صرغتمش وألقابه، كما يوجد لوح آخر يحتوي على زخارف مورقة وعناقيد وأوراق عنب. وقد نقل إلى متحف الفن الإسلامي في القاهرة تسعة ألواح من أزر حوائط إيوان القبلة.
ويظهر في المبنى تأثيرات فارسية واضحة تتمثل في أشكال القباب، وفي زخارف أزر حوائط إيوان القبلة. هذا، إضافة إلى اهتمام المنشئ بالفرس وإكرامهم، مما يحمل على الظن أن مهندس المبنى كان فارسياً.
توجد حول صحن المسجد أبواب الخلاوي وهي مكسوة بالرخام الأبيض والأسود، وفي الركن الجنوبي الغربي للإيوان الغربي باب القبة. والواجهة الرئيسية للمسجد هي الشمالية الغربية وتقع القبة في طرفها الغربي، وكذلك المئذنة والمدخل الرئيس، وهو حافل بالمقرنصات والزخارف النباتية.
إن مئذنة المسجد حجرية رشيقة على الطراز القاهري المملوكي البديع، ويبلغ ارتفاعها عن سطح الأرض حوالي أربعون متراً، وعن سطح المسجد 24.60 متراً، وتتكون من ثلاث طبقات، الطبقتان الأوليتان مثمنتان، والثالثة تتكون من أعمدة رخامية تحمل مقرنصات لطيفة فوقها خوذة منقوشة. وفي الركن الغربي تقع قبة الدفن.

## معرض صور

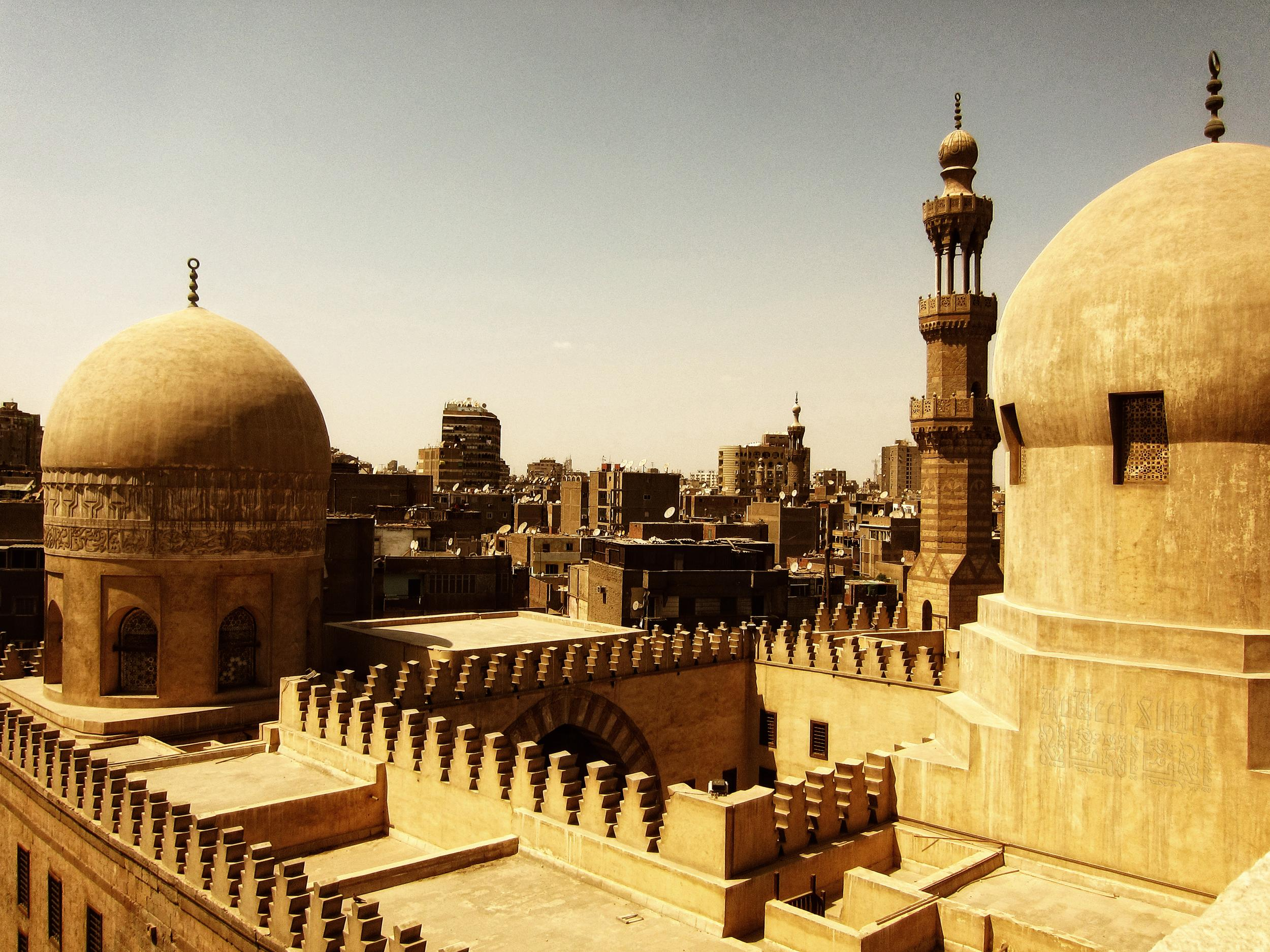
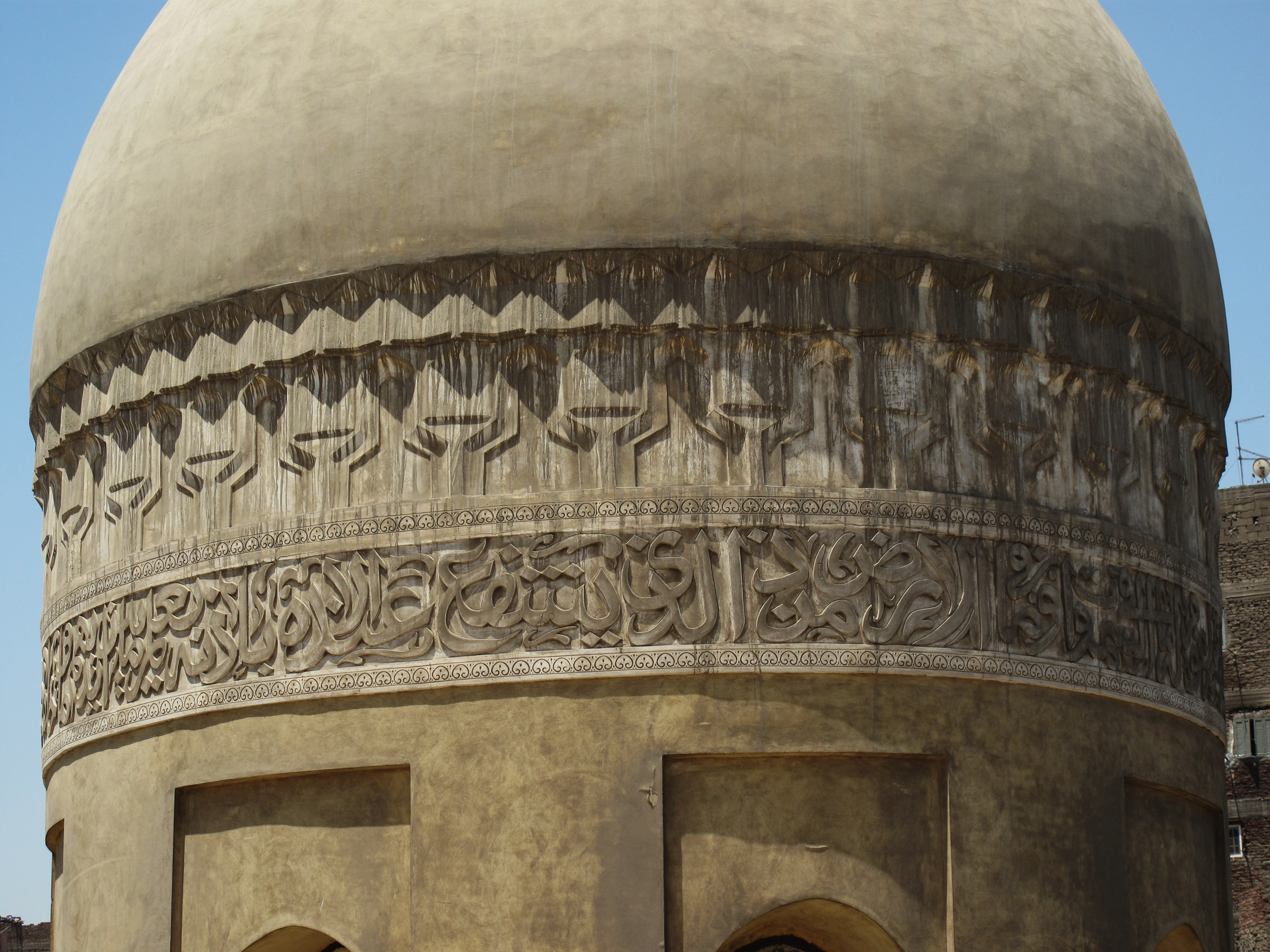
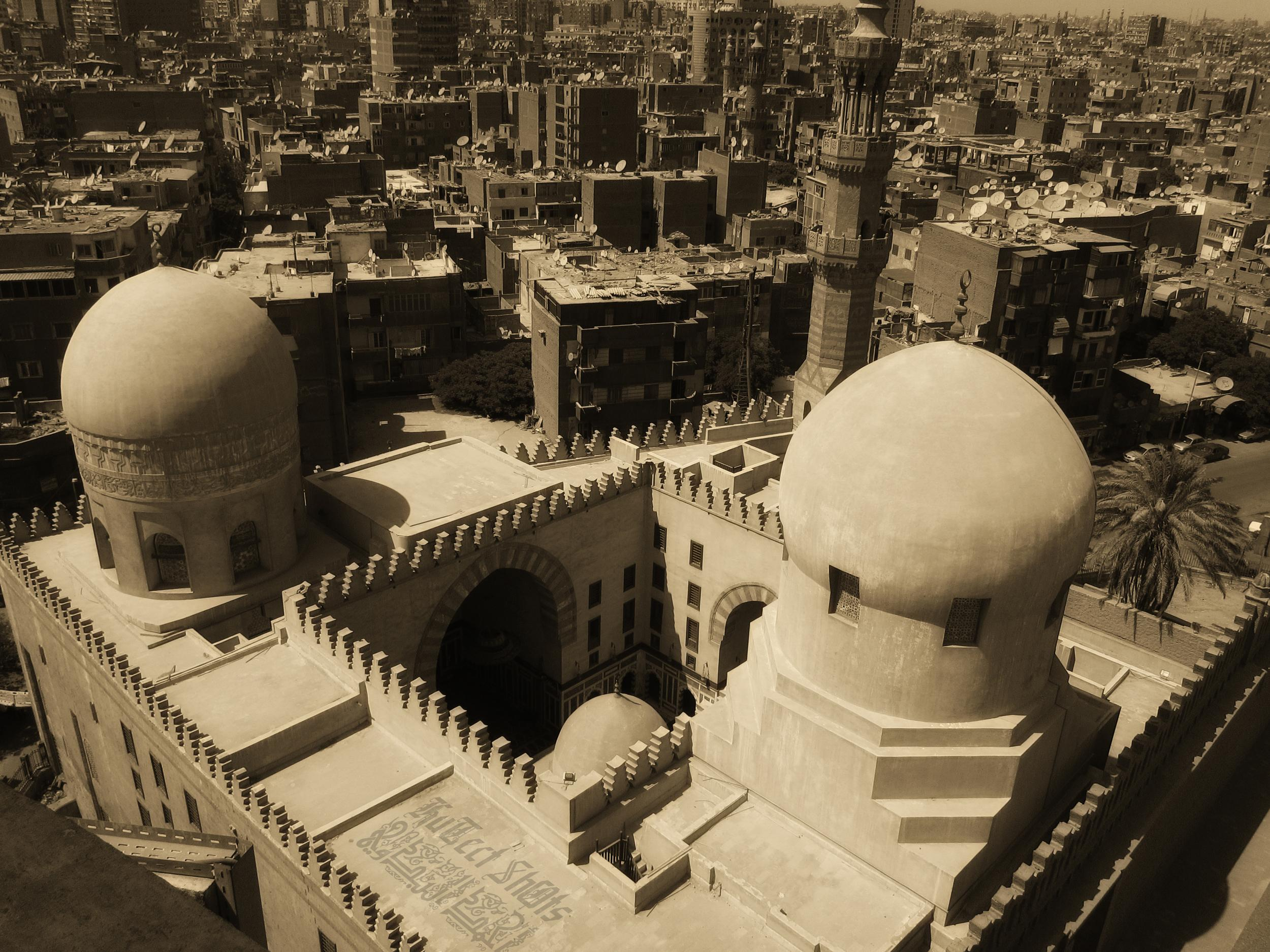
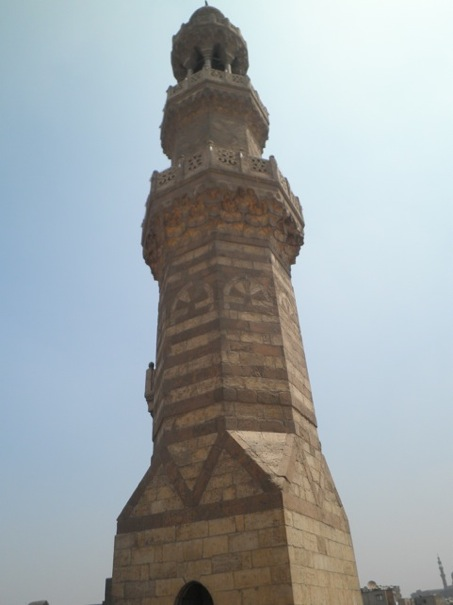
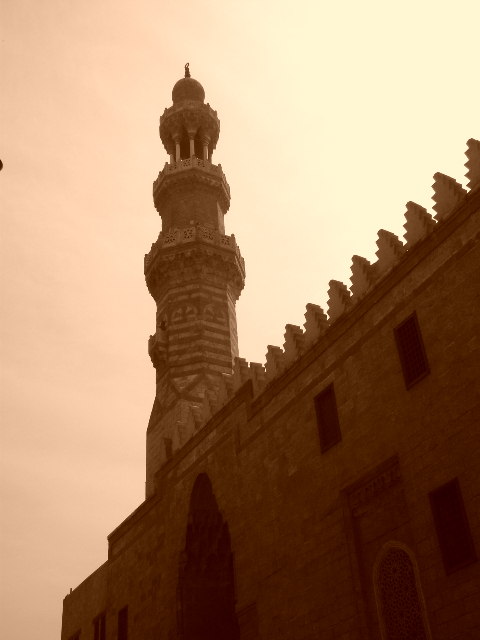
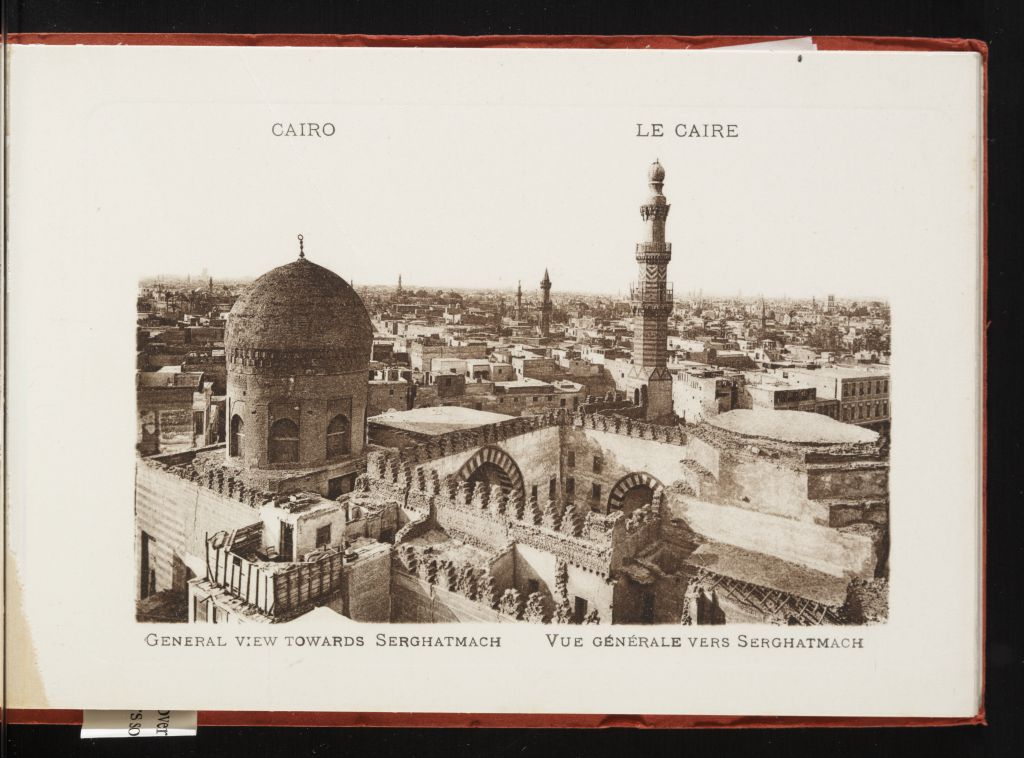
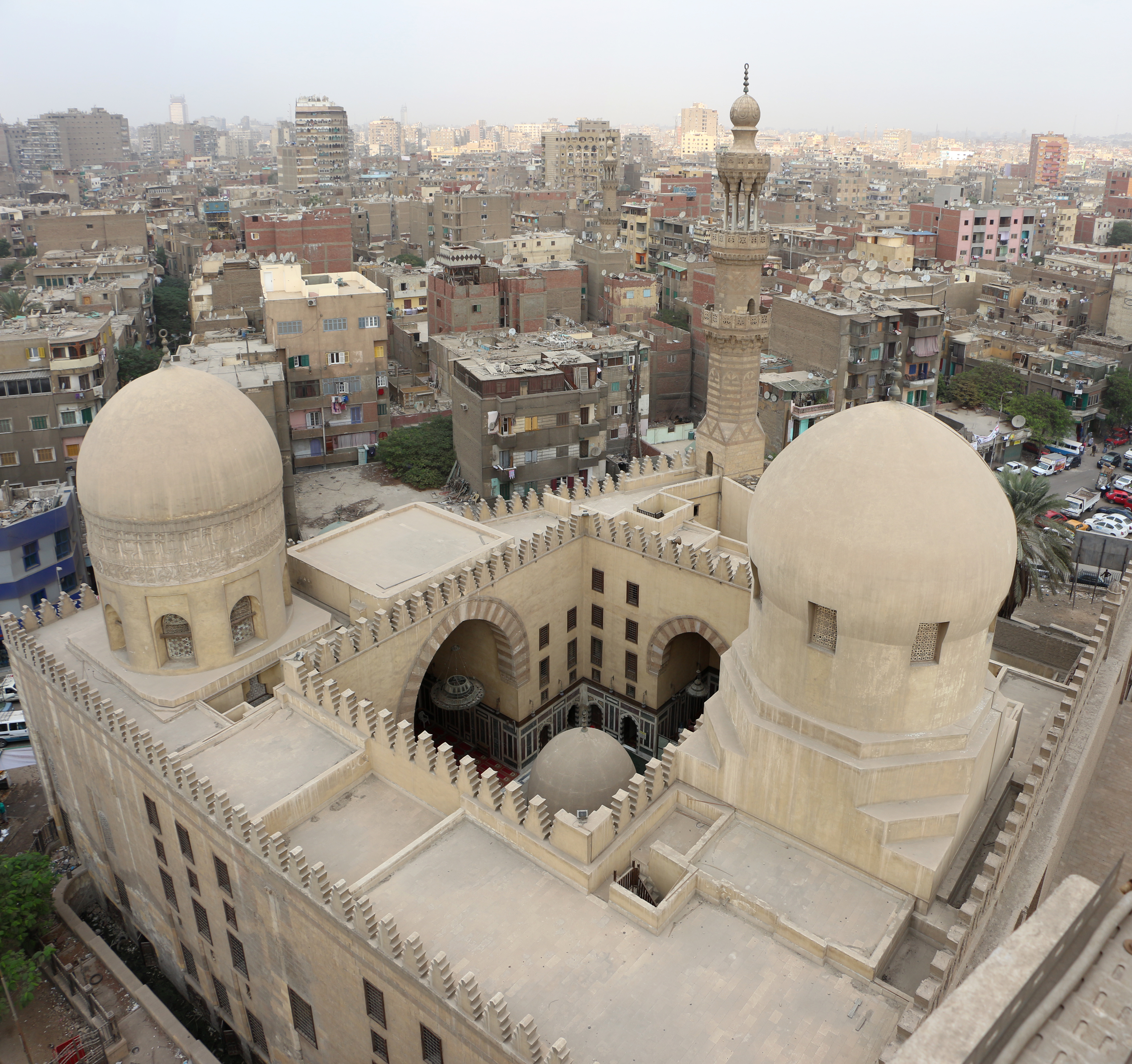
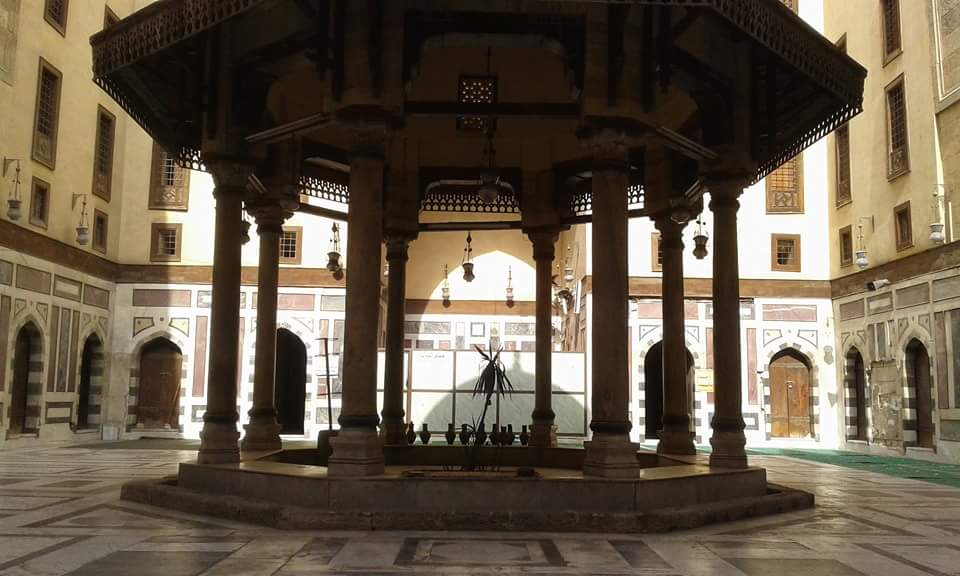
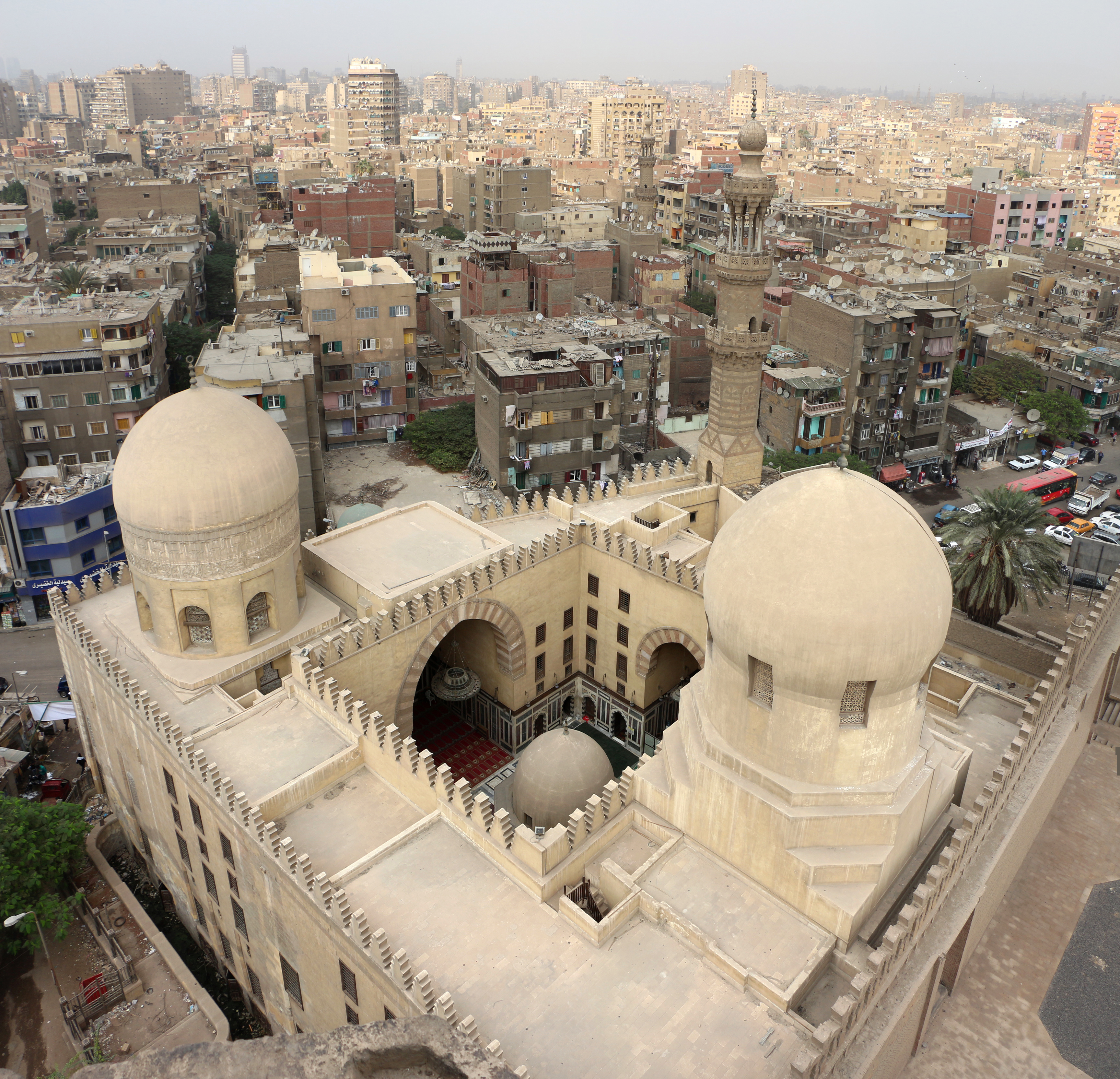
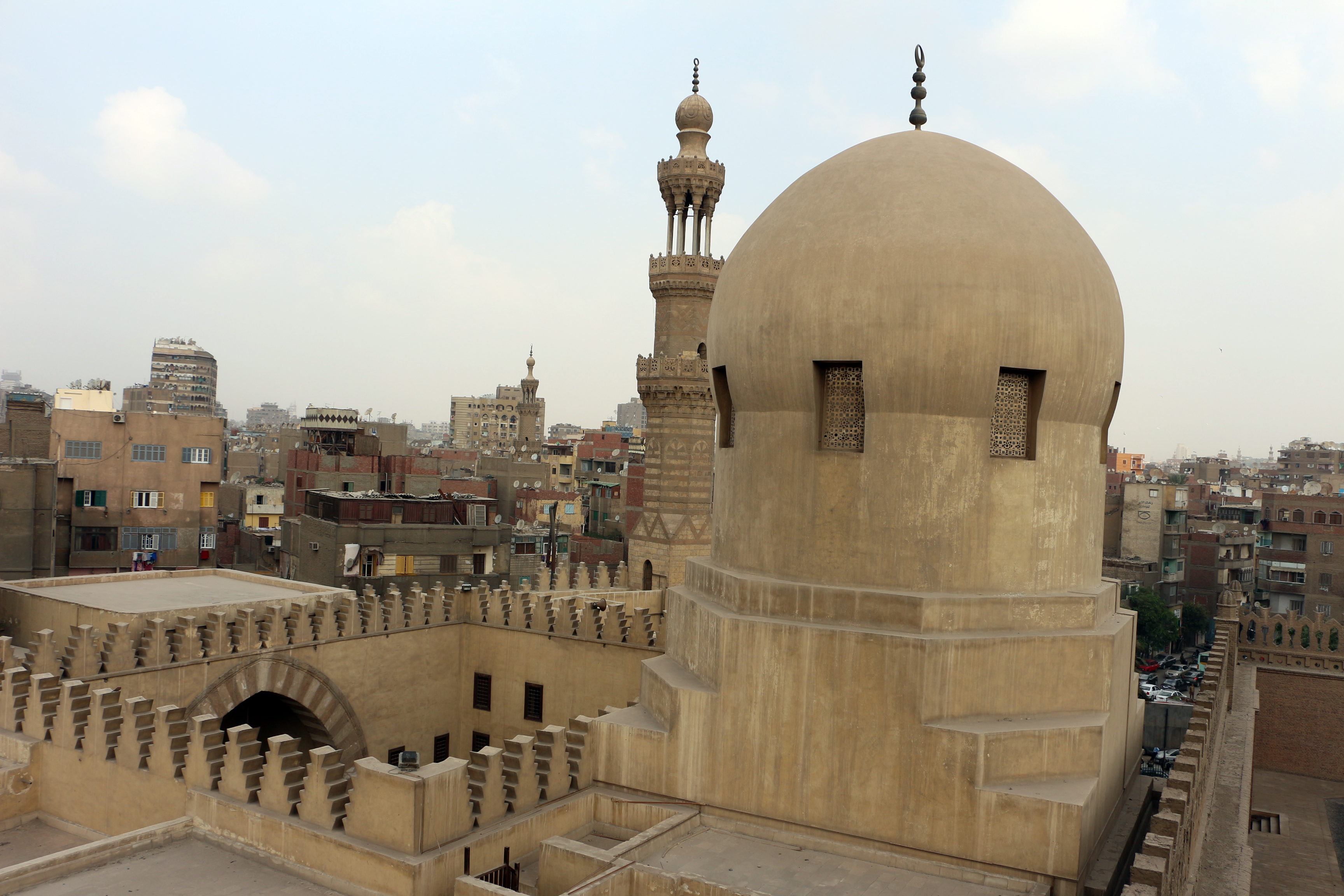
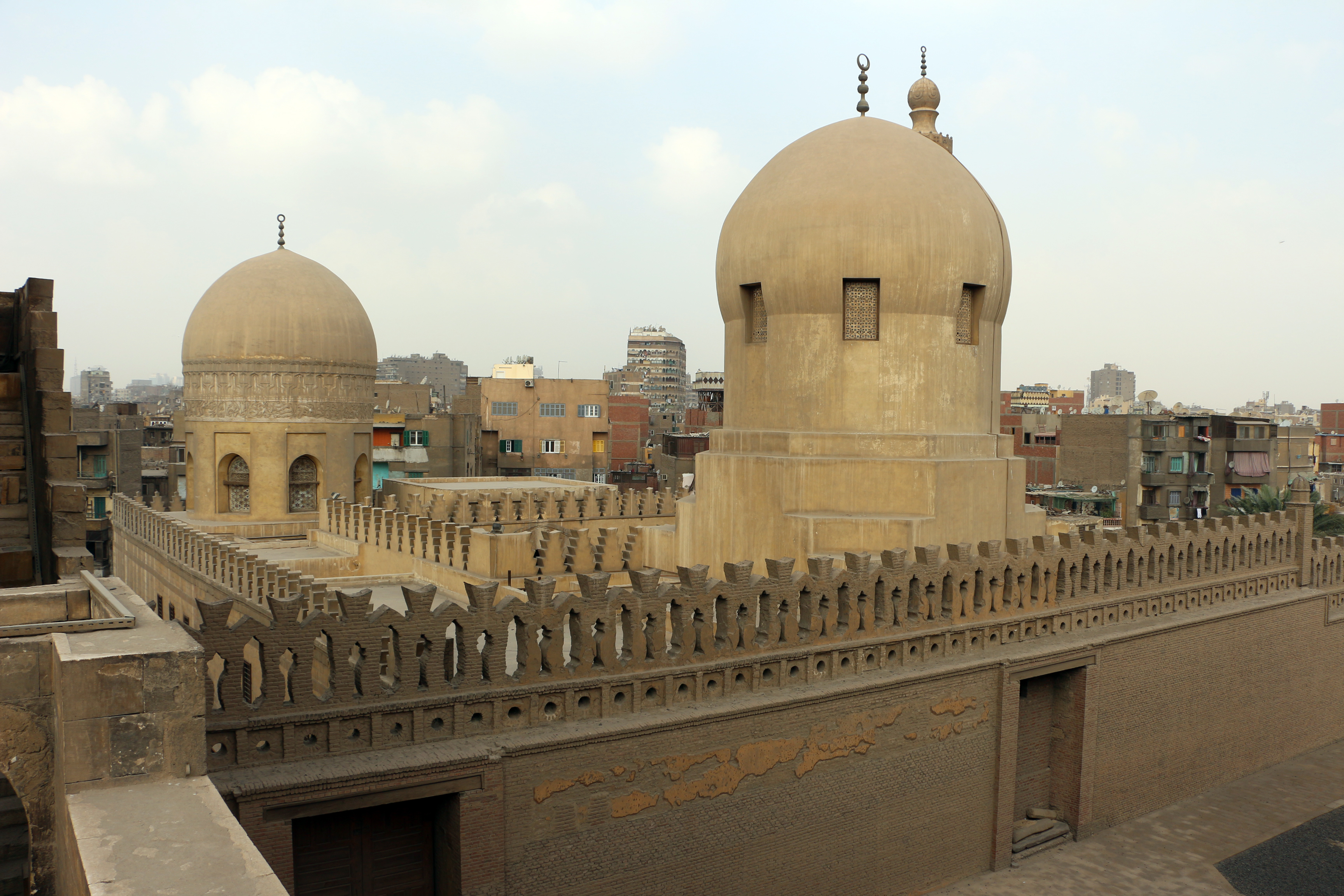
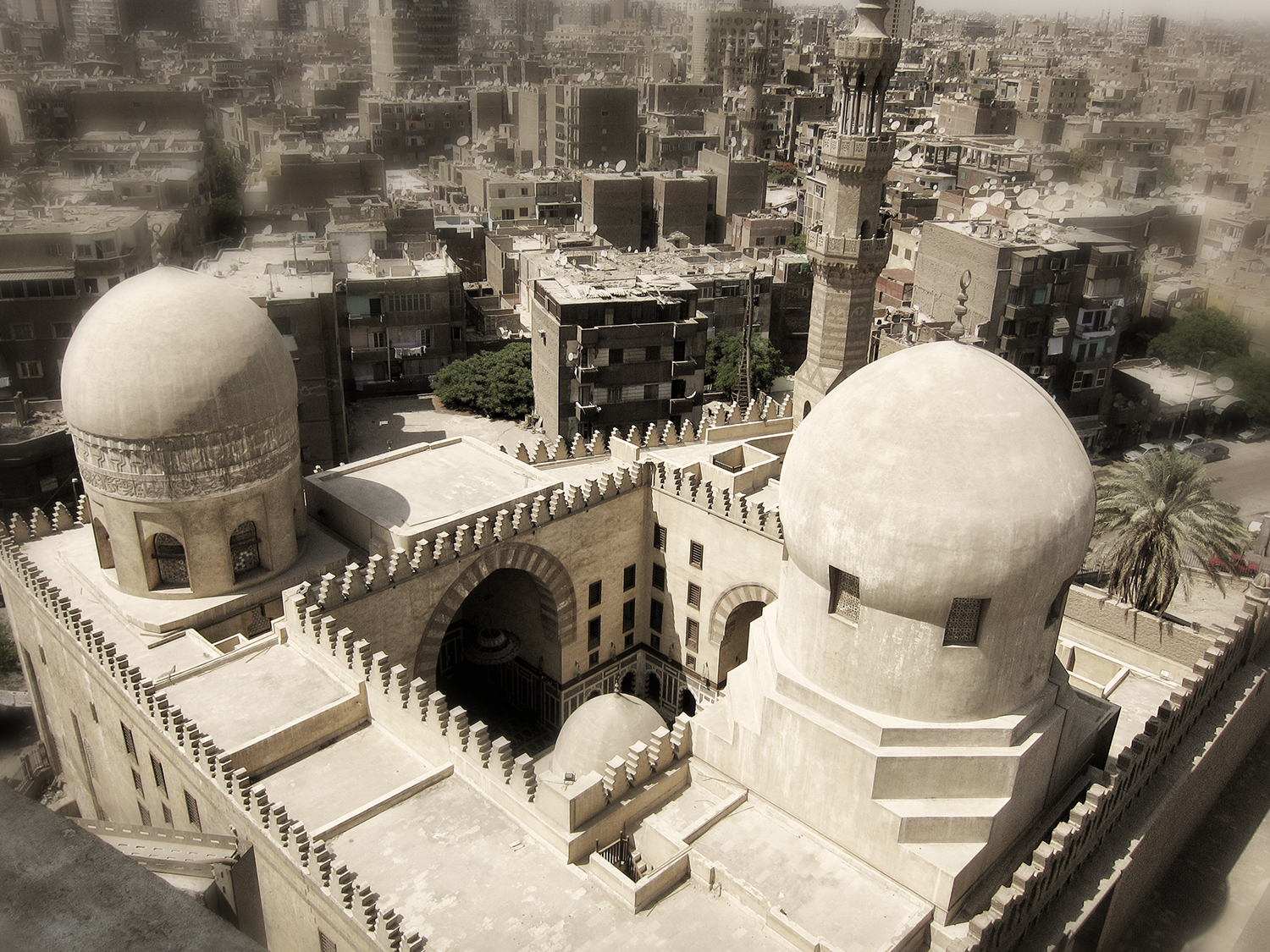
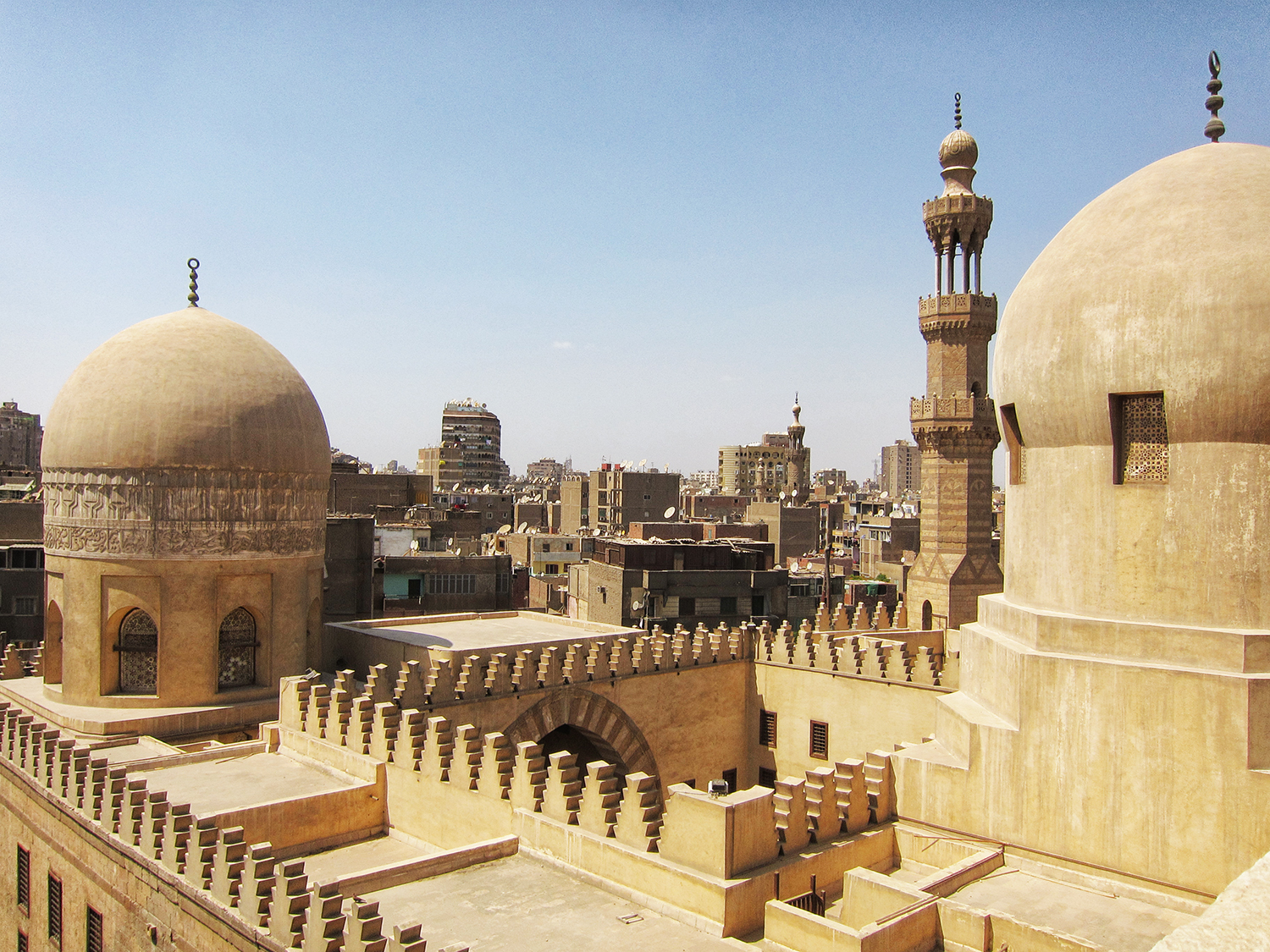
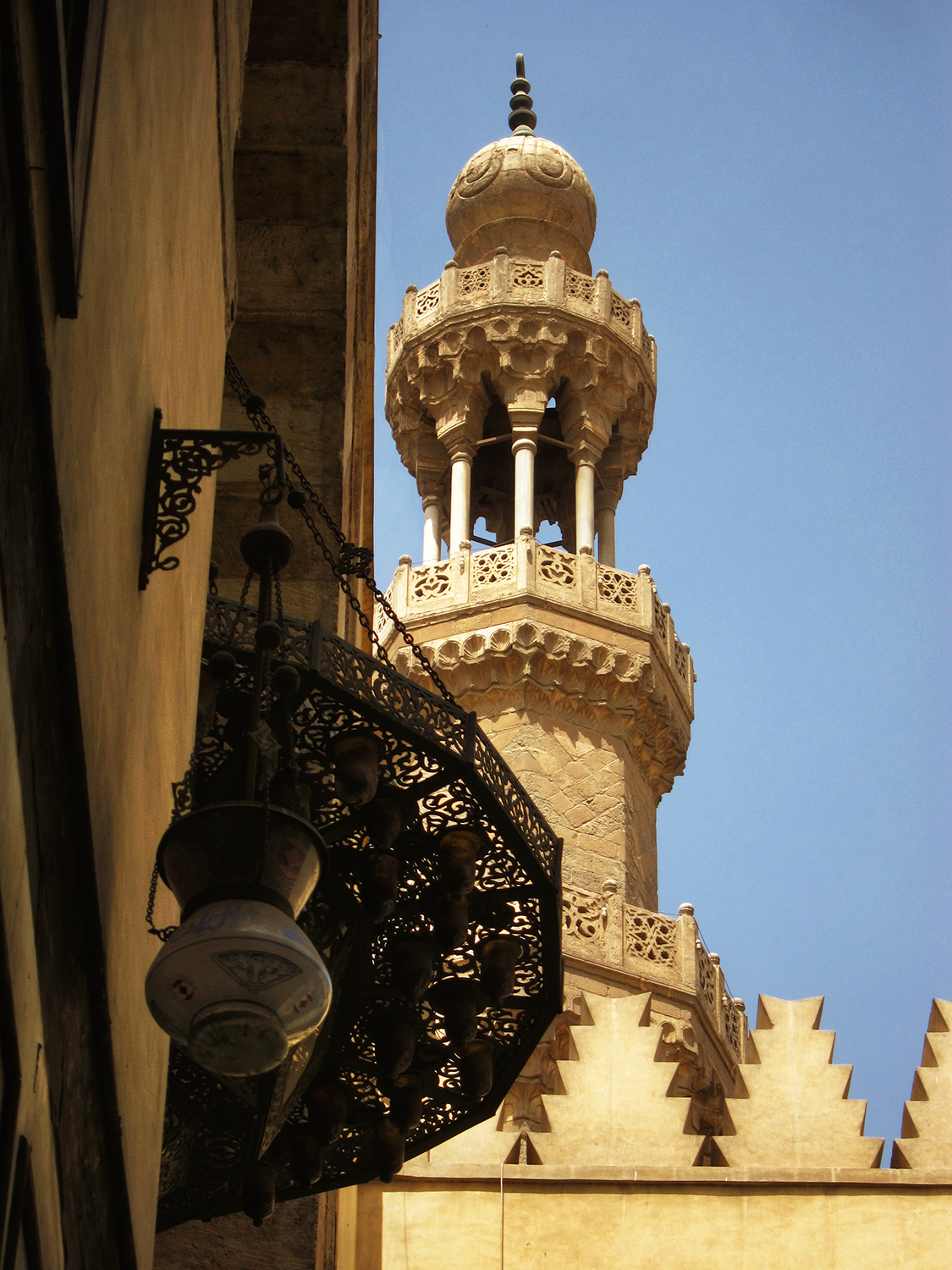
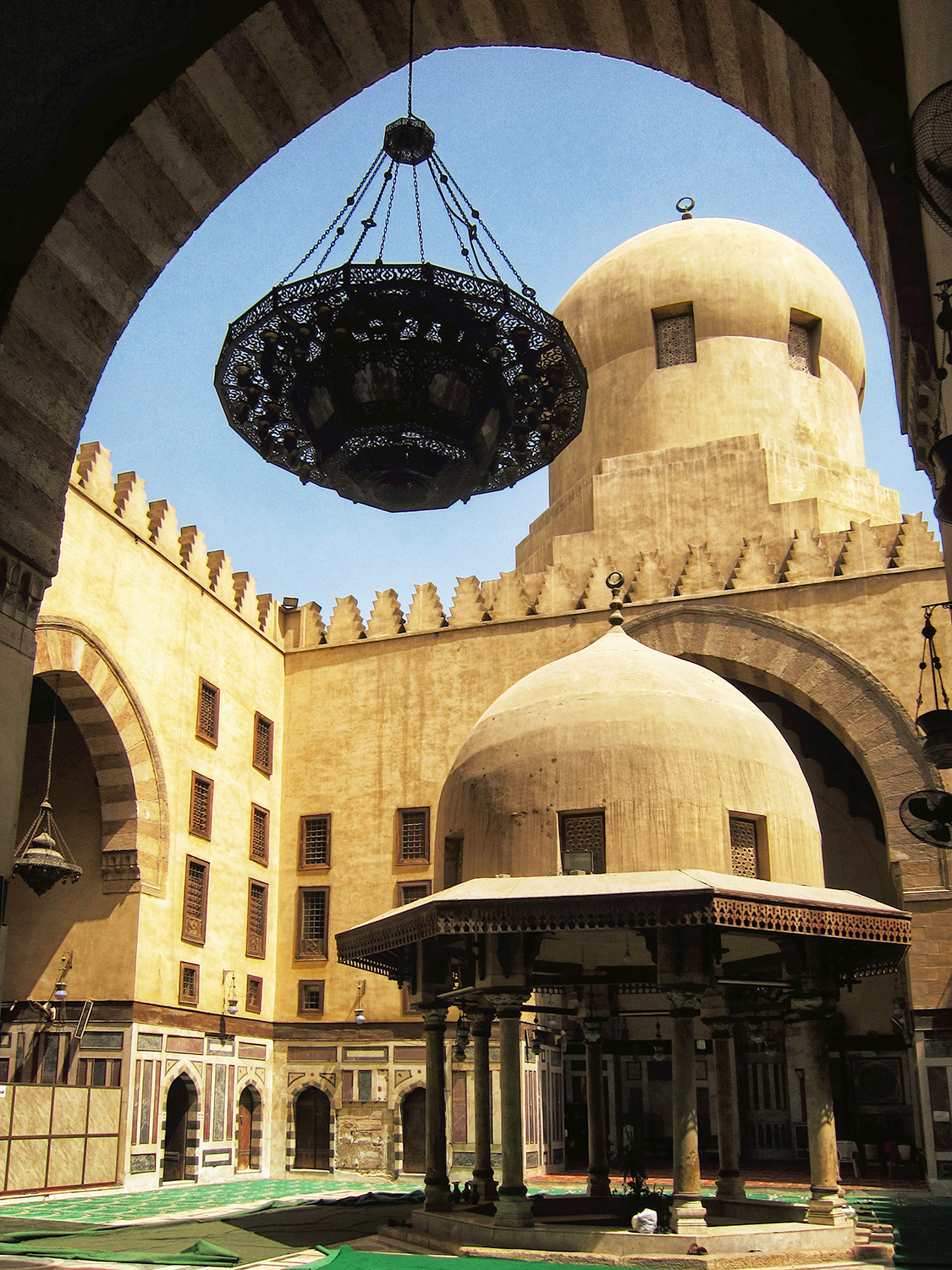
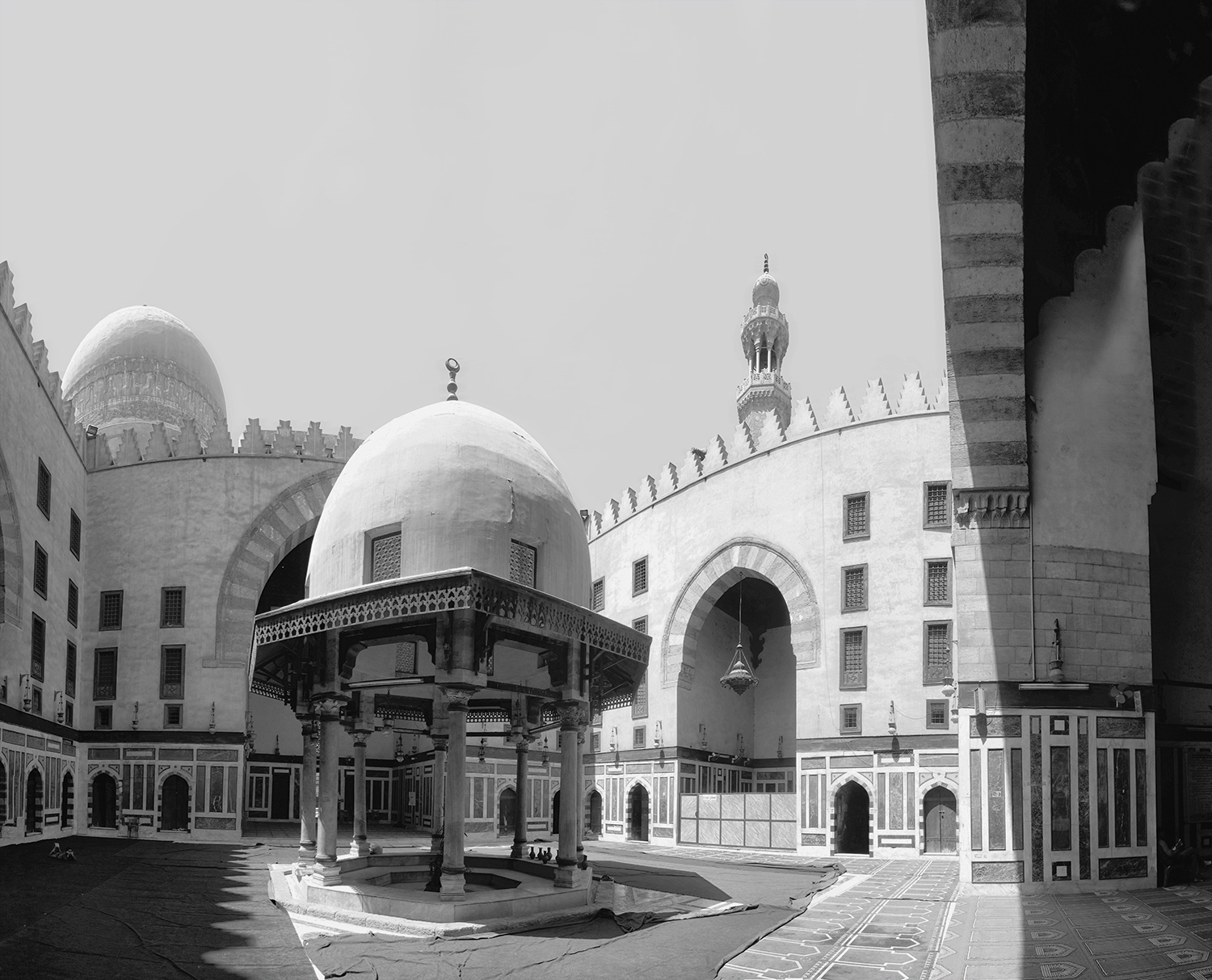
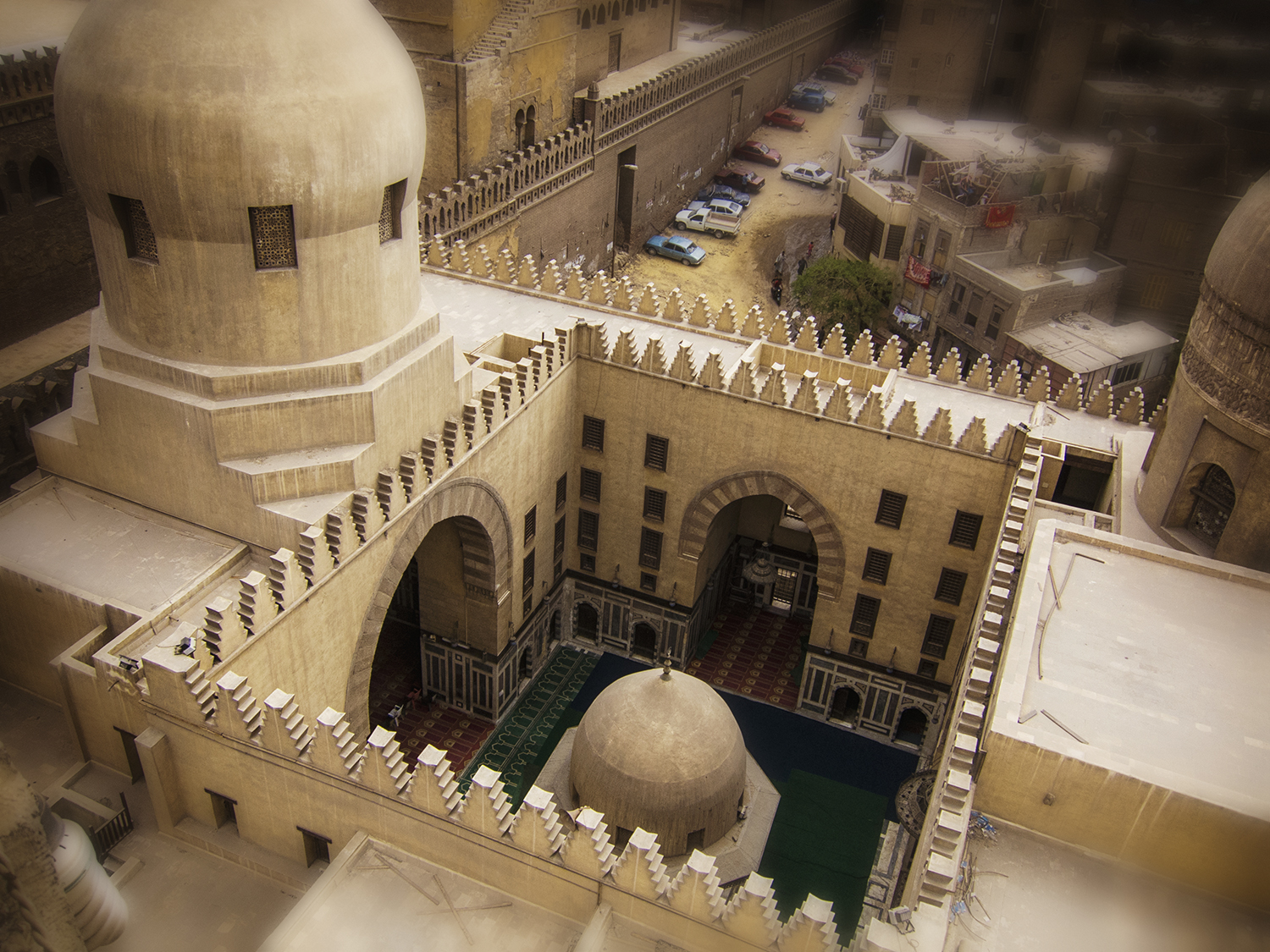
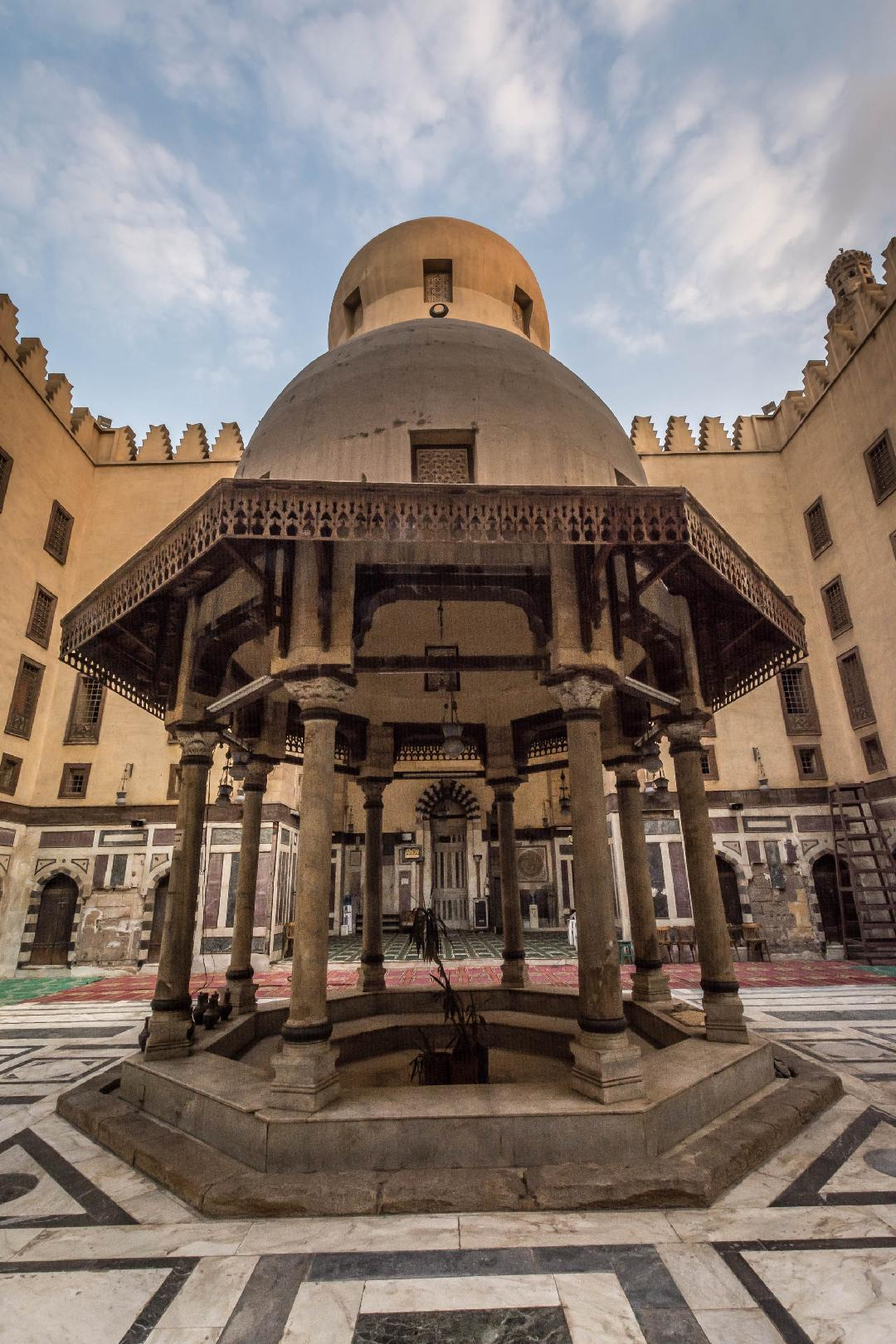